# Val-de-Roulans
Val-de-Roulans es una comuna francesa de 84 habitantes situada en el departamento de Doubs en la región del Franco Condado. Se halla en el distrito de Besançon.

## Demografía
| 53 | 41 | 43 | 50 | 63 | 84 |
| Para los censos de 1962 a 1999 la población legal corresponde a la población sin duplicidades (Fuente: INSEE [Consultar]) |    |    |    |    |    |